# Acronicta leucogaea
Acronicta leucogaea là một loài bướm đêm trong họ Noctuidae.